# Deleitosa
Deleitosa (asztur-leóni nyelven Deleytosa) település Spanyolországban, Cáceres tartományban. Deleitosa Robledollano, Cabañas del Castillo, Aldeacentenera, Torrecillas de la Tiesa, Jaraicejo, Casas de Miravete, Higuera és Campillo de Deleitosa községekkel határos. Lakosainak száma 682 fő (2024).

## Népesség
A település népessége az elmúlt években az alábbi módon változott:
| Lakosok száma | 894  | 842  | 844  | 838  | 826  | 772  | 762  | 709  | 684  | 682  |
|               | 2001 | 2004 | 2006 | 2009 | 2011 | 2014 | 2016 | 2019 | 2021 | 2024 |